# Bonjour l'asile
Pour plus de détails, voir Fiche technique et Distribution.
Bonjour l'asile est une comédie française réalisée par Judith Davis et sortie en 2024,.

## Fiche technique
Sauf indication contraire, les informations mentionnées dans cette section peuvent être confirmées par les bases de données cinématographiques IMDb et Allociné,  présentes dans la section « Liens externes ».
- Titre original : Bonjour l'asile
- Réalisation : Judith Davis
- Scénario : Judith Davis et Maya Haffar
- Musique : François Ernie
- Décors : Aurélien Maillé
- Costumes : Marta Rossi
- Photographie : Tom Harari
- Son : Jean-Barthélémy Velay, Alexis Meynet et Aymeric Dupas
- Montage : Clémence Carré
- Production : Patrick Sobelman et Marine Arrighi de Casanova
- Société de production : Micro Climat, Agat Films & Cie - Ex Nihilo et Apsara Films
- Société de distribution : UFO Distribution
- Pays de production :  France
- Langue originale : français
- Format : couleur — 2,39:1 — son 5.1
- Genre : Comédie
- Durée : 97 minutes
- Dates de sortie :
  - France : 
    - 9 octobre 2024 (Bordeaux)
    - 26 février 2025 (en salles)

## Distribution
- Judith Davis : Jeanne
- Claire Dumas : Elisa
- Maxence Tual : Bastien
- Simon Bakhouche : Cindy
- Nadir Legrand : Amaury Falco
- Mélanie Bestel : Victoire Falco Villemain